# Ristantia waterhousei
Ristantia waterhousei är en myrtenväxtart som beskrevs av Peter G.Wilson och Bernard Patrick Matthew Hyland. Ristantia waterhousei ingår i släktet Ristantia och familjen myrtenväxter. Inga underarter finns listade i Catalogue of Life.